# 시모기리역
시모기리역(일본어: 下切駅 しもぎりえき[*])은 일본 기후현 가니시에 위치한 도카이 여객철도 다이타선의 철도역이다. 단선 승강장 1면 1선의 구조를 갖춘 지상역이다.

## 역 주변
- 이마 성 터
- 오모리 성 터

## 역사
- 1952년 2월 26일 : 일본국유철도의 역으로서 개업. 여객 영업만.
- 1987년 4월 1일 : 일본국유철도 분할 민영화에 의해, 도카이 여객철도가 승계.
- 2010년 3월 13일 : TOICA 사용 개시.

## 인접 역
| 도카이 여객철도 다이타선 | 도카이 여객철도 다이타선 | 도카이 여객철도 다이타선 |
| ------------------------ | ------------------------ | ------------------------ |
| 히메 다지미 방면         | ■ 다이타선               | 가니 미노오타 방면       |